# Eupolyodontes hartmanae
Eupolyodontes hartmanae är en ringmaskart som beskrevs av Pettibone 1989. Eupolyodontes hartmanae ingår i släktet Eupolyodontes och familjen Acoetidae. Inga underarter finns listade i Catalogue of Life.